# Polyvinylester
| Polyvinylester – allgemeine Formel – |
| ------------------------------------ |
| (R = CH3; CH2Cl; C2H5 etc.)          |

Polyvinylester zählen zu den thermoplastischen Kunststoffen. Die praktisch wichtigste Vertreter dieser Stoffgruppe sind das Polyvinylacetat (PVAC) und das Polyvinylpropionat.

## Herstellung
Die radikalische Polymerisation des Vinylesters 1 (z. B. Vinylacetat; R = CH3) liefert den Polyvinylester 2:

## Verwendung
Die transparenten Polymerisate werden zur Herstellung von Lacken und als Klebstoff verwendet. Die hydrolytische Spaltung der Esterbindungen von Vinylacetat zum Polyvinylalkohol ist von technischer Bedeutung.